# Мерседес Коген
Мерседес Коген (ісп. Mercedes Coghen, 2 серпня 1962) — іспанська хокеїстка на траві.
Олімпійська чемпіонка 1992 року.